# Blenstrup (plaats)
Blenstrup is een plaats in de Deense regio Noord-Jutland, gemeente Rebild. De plaats telt 546 inwoners (2006). Blenstrup is bereikbaar via weg 507, die langs de westkant van het dorp loopt.